# 2017 ワールド・ベースボール・クラシック D組

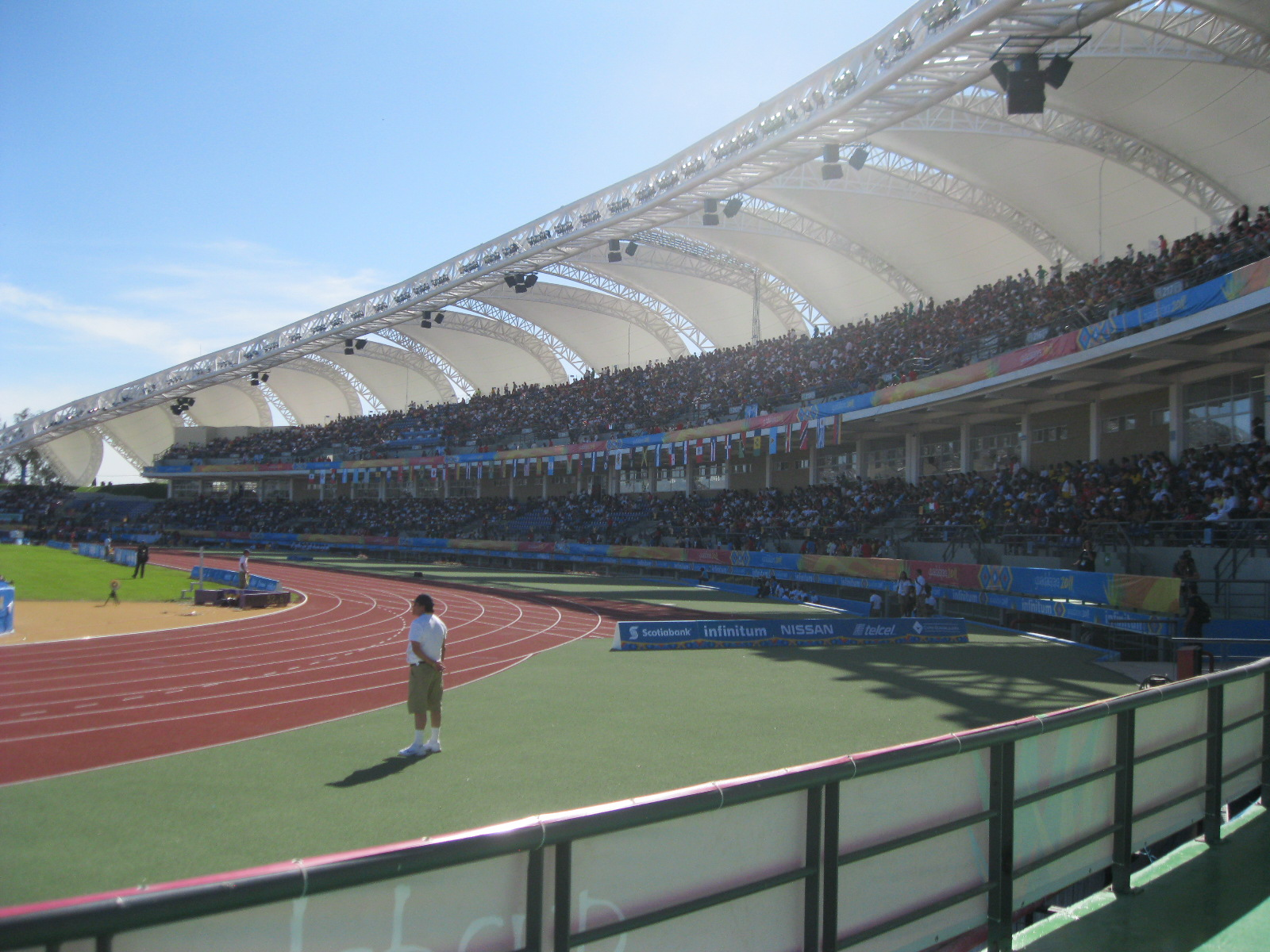
エスタディオ・デ・ベイスボル・チャロス・デ・ハリスコ

2017 ワールド・ベースボール・クラシック D組（ハリスコラウンド）（英語: 2017 World Baseball Classic Pool D Jalisco）は、ワールド・ベースボール・クラシック第4回大会の、メキシコ合衆国ハリスコ州グアダラハラで開催される1次リーグ。2017年3月9日から3月13日までの日程で、エスタディオ・デ・ベイスボル・チャロス・デ・ハリスコで開催された。

## 経緯
2016年
8月26日 - 同組が発表。
11月16日 - すべての開催地のスケジュールが発表された際に、開催地名が“グアダラハラ”から“ハリスコ”に変更となった。
2017年
3月9日 - 13日開催。

## 大会概要
ベネズエラ、プエルトリコ、メキシコ、イタリアの4代表が出場。各1回の総当り戦を行い、上位2チームがアメリカ合衆国カリフォルニア州サンディエゴのペトコ・パークで行われる第2ラウンドへ出場する。

## 試合結果

### GAME1 3月9日
20:10試合開始、試合時間3時間39分、観衆14,296人
| イタリア | 10 - 9 | メキシコ |

|          | 1 | 2 | 3 | 4 | 5 | 6 | 7 | 8 | 9  | R  | H  | E |
| -------- | - | - | - | - | - | - | - | - | -- | -- | -- | - |
| メキシコ | 1 | 0 | 1 | 2 | 3 | 0 | 2 | 0 | 0  | 9  | 13 | 1 |
| イタリア | 1 | 0 | 0 | 3 | 1 | 0 | 0 | 0 | 5x | 10 | 12 | 1 |

1. メ：ヨバニ・ガヤルド、フェルナンド・サラス、ビダル・ヌーニョ、カルロス・トーレス、ホアキム・ソリア、セルジオ・ロモ、ロベルト・オスナ、オリバー・ペレス
2. イ：アレッサンドロ・マエストリ、チアゴ・ダ・シルバ、パット・ベンディット、モリス、デマーク、トミー・レイン、ジョーダン・ロマノ
3. 勝利：ジョーダン・ロマノ（1勝）
4. 敗戦：ロベルト・オスナ（1敗）
5. 本塁打
メ：エステバン・キロス（1号）、ジャフェット・アマダー（1号）
イ：アンドレオリ（1号）、ロブ・セゲディン（1号）、クリス・コラベロ（1号）、ドリュー・ブテラ（1号）
6. 審判
［球審］ダン・ベリーノ
［塁審］ダグ・エディングス、サントス・カスティーヨ、ウィンフライド・バークベンス

出典：

### GAME2 3月10日
20:09試合開始、試合時間2時間43分、観衆14,806人
| プエルトリコ | 11 - 0 | ベネズエラ |

|              | 1 | 2 | 3 | 4 | 5 | 6 | 7  | R  | H  | E |
| ------------ | - | - | - | - | - | - | -- | -- | -- | - |
| ベネズエラ   | 0 | 0 | 0 | 0 | 0 | 0 | 0  | 0  | 3  | 1 |
| プエルトリコ | 0 | 0 | 2 | 0 | 0 | 3 | 6x | 11 | 10 | 0 |

1. ベ：フェリックス・ヘルナンデス、グレゴリー・インファンテ、ジョーリス・チャシーン、デオリス・ゲラ
2. プ：セス・ルーゴ、ジョバンニ・ソト、ジョー・ヒメネス
3. 勝利：セス・ルーゴ（1勝）
4. 敗戦：フェリックス・ヘルナンデス（1敗）
5. 本塁打
プ：カルロス・コレア（1号）、ヤディアー・モリーナ（1号）、T.J.リベラ（1号）
6. 審判
［球審］クイン・ウォルコット
［塁審］マイケル・ウロア、ダン・ベリーノ、ウィンフライド・バークベンス

出典：

### GAME3 3月11日
14:08試合開始、試合時間4時間43分、観衆12,187人
| イタリア | 10 - 11 | ベネズエラ |

|            | 1 | 2 | 3 | 4 | 5 | 6 | 7 | 8 | 9 | 10 | R  | H  | E |
| ---------- | - | - | - | - | - | - | - | - | - | -- | -- | -- | - |
| ベネズエラ | 0 | 0 | 0 | 0 | 3 | 2 | 3 | 0 | 2 | 1  | 11 | 17 | 2 |
| イタリア   | 1 | 0 | 2 | 2 | 0 | 0 | 2 | 1 | 2 | 0  | 10 | 12 | 2 |

1. （延長10回）
2. ベ：マーティン・ペレス、ブルース・ロンドン、オマー・ベンコモ、シルビーノ・ブラチョ、ホセ・アルバラード、ロベルト・スアレス、ホセ・アルバレス、フランシスコ・ロドリゲス、ホセ・カスティーヨ
3. イ：サム・ガビグリオ、チアゴ・ダ・シルバ、A.J.モリス、マイク・デマーク、トミー・レイン、パット・ベンディット、トレイ・ニルソン、フィリッポ・クレパルディ
4. 勝利：フランシスコ・ロドリゲス（1勝）
5. セーブ：ホセ・カスティーヨ（1S）
6. 敗戦：トレイ・ニルソン（1敗）
7. 本塁打
ベ：サルバドール・ペレス（1号）
イ：アレックス・リッディ（1号）、ブランドン・ニモ（1号）
8. 審判
［球審］サントス・カスティーヨ
［塁審］ダン・ベリーノ、クイン・ウォルコット、マイケル・ウロア

出典：

### GAME4 3月11日
20:40試合開始、試合時間3時間40分、観衆15,647人
| メキシコ | 4 - 9 | プエルトリコ |

|              | 1 | 2 | 3 | 4 | 5 | 6 | 7 | 8 | 9 | R | H  | E |
| ------------ | - | - | - | - | - | - | - | - | - | - | -- | - |
| プエルトリコ | 2 | 0 | 1 | 0 | 1 | 0 | 1 | 0 | 4 | 9 | 13 | 1 |
| メキシコ     | 1 | 0 | 0 | 0 | 0 | 0 | 3 | 0 | 0 | 4 | 7  | 1 |

1. プ：ロペス、ヘクター・サンティアゴ、ジョゼフ・コローン、アレックス・クラウディオ、エドウィン・ディアス
2. メ：ミゲル・ゴンザレス、サンチェス、ガエーゴス、フェルナンド・サラス、アギラール、ホアキム・ソリア
3. 勝利：ロペス（1勝）
4. 敗戦：ミゲル・ゴンザレス（1敗）
5. 本塁打
プ：フランシスコ・リンドーア（1号、2号）、ハビアー・バエズ（1号）
6. 審判
［球審］ダグ・エディングス
［塁審］ウィンフライド・バークベンス、クイン・ウォルコット、マイケル・ウロア

出典：

### GAME5 3月12日
13:42試合開始、試合時間2時間42分、観衆11,924人
| プエルトリコ | 9 - 3 | イタリア |

|              | 1 | 2 | 3 | 4 | 5 | 6 | 7 | 8 | 9 | R | H  | E |
| ------------ | - | - | - | - | - | - | - | - | - | - | -- | - |
| イタリア     | 2 | 1 | 0 | 0 | 0 | 0 | 0 | 0 | 0 | 3 | 3  | 0 |
| プエルトリコ | 1 | 2 | 1 | 3 | 2 | 0 | 0 | 0 | x | 9 | 13 | 0 |

1. イ：ルーゴ、ロマノ、クレパルディ、オベルト、ファンティ、フロリアン
2. プ：ホセ・ベリオス、ブルゴス、ミゲル・メヒア
3. 勝利：ホセ・ベリオス（1勝）
4. 敗戦：ルーゴ（1敗）
5. 本塁打
イ：アンドレオリ（2号）、ドリュー・ブテラ（2号）
プ：カルロス・コレア（2号）
6. 審判
［球審］ダン・ベリーノ
［塁審］サントス・カスティーヨ、ダグ・エディングス、ウィンフライド・バークベンス

出典：

### GAME6 3月12日
20:08試合開始、試合時間4時間44分、観衆15,489人
| ベネズエラ | 9 - 11 | メキシコ |

|            | 1 | 2 | 3 | 4 | 5 | 6 | 7 | 8 | 9 | R  | H  | E |
| ---------- | - | - | - | - | - | - | - | - | - | -- | -- | - |
| メキシコ   | 0 | 5 | 0 | 0 | 3 | 1 | 2 | 0 | 0 | 11 | 14 | 0 |
| ベネズエラ | 0 | 0 | 1 | 0 | 3 | 2 | 3 | 0 | 0 | 9  | 16 | 0 |

1. メ：ルイス・メンドーサ、カルロス・トーレス、ビダル・ヌーニョ、セルジオ・ロモ、サンチェス、オリバー・ペレス、ロベルト・オスーナ
2. ベ：ヤスメイロ・ペティット、ウィル・レデズマ、デオリス・ゲラ、ブルース・ロンドン、カスティーヨ、インファンテ、ロベルト・スアレス、ホセ・アルバレス
3. 勝利：ルイス・メンドーサ（1勝）
4. セーブ：ロベルト・オスーナ（1敗1S）
5. 敗戦：ヤスメイロ・ペティット（1敗）
6. 本塁打
メ：キロス（2号）、ブランドン・レアード（1号）
ベ：ビクター・マルティネス（1号）
7. 審判
［球審］クイン・ウォルコット
［塁審］ダグ・エディングス、マイケル・ウロア、サントス・カスティーヨ

出典：

### GAME7 3月13日（プレーオフ）
19:09試合開始、試合時間3時間26分、観衆1,783人
| イタリア | 3 - 4 | ベネズエラ |

|            | 1 | 2 | 3 | 4 | 5 | 6 | 7 | 8 | 9 | R | H | E |
| ---------- | - | - | - | - | - | - | - | - | - | - | - | - |
| ベネズエラ | 0 | 0 | 0 | 0 | 0 | 1 | 0 | 0 | 3 | 4 | 5 | 0 |
| イタリア   | 1 | 0 | 0 | 0 | 0 | 0 | 1 | 0 | 1 | 3 | 7 | 1 |

1. ベ：ベンコモ、デオリス・ゲラ、アルバラード、フランシスコ・ロドリゲス
2. イ：モリス、ニルソン、パット・ベンディット、トミー・レイン、チアゴ・ダ・シルバ、デマーク、フロリアン
3. 勝利：アルバラード（1勝）
4. セーブ：フランシスコ・ロドリゲス（1勝1S）
5. 敗戦：デマーク（1敗）
6. 本塁打
ベ：ミゲル・カブレラ（1号）
イ：アンドレオリ（3号）、アレックス・リッディ（2号）
7. 審判
［球審］ダグ・エディングス
［塁審］ダン・ベリーノ、サントス・カスティーヨ、マイケル・ウロア

出典：

## 最終順位
| 順位 | 国・地域     | 勝 | 負 | 得点 | 失点 | 差  | 失点率 |
| ---- | ------------ | -- | -- | ---- | ---- | --- | ------ |
| 1    | プエルトリコ | 3  | 0  | 29   | 7    | -   | -      |
| 2    | ベネズエラ   | 1  | 2  | 20   | 32   | 2.0 | 1.105  |
| 3    | イタリア     | 1  | 2  | 23   | 29   | 0.0 | 1.052  |
| 4    | メキシコ     | 1  | 2  | 24   | 28   | 0.0 | 1.117  |

4位の順位決定はベネズエラ、イタリア、メキシコ当該チーム間の対戦における失点率による。

## テレビ・ラジオ中継

### 日本国内での放送

#### テレビ中継
- Game1 J SPORTS4 3月10日 10:55 - 15:30
- Game2 J SPORTS4 3月11日 10:55 - 15:30
- Game3 J SPORTS1 3月12日 4:55 - 9:30
- Game4 J SPORTS4 3月12日 11:25 - 16:00
- Game5 J SPORTS2 3月13日 4:25 - 9:00
- Game6 J SPORTS4 3月13日 10:55 - 15:30